# 高森顕徹
高森 顕徹（たかもり けんてつ、1929年 - ）は、富山県生まれの宗教家。浄土真宗親鸞会（以下親鸞会）の創設者・会長。龍谷大学卒業。
著書は一部を除き、株式会社1万年堂出版から出版され、東本願寺系列の法蔵館書店でも購入可能 である。

## 人物
1929年（昭和4年）、富山県で誕生。
敗戦後まもない混乱期より、日本各地で情熱的な布教を展開。
1952年（昭和27年）に親鸞会の前身である「徹信会」を結成。
1958年（昭和33年）に「徹信会」を「浄土真宗親鸞会」に改める。
浄土真宗の宗祖・親鸞聖人（1173-1263）の教えを、70年にわたり伝え続けている。
日本各地だけではなく、海外でも講演を開催。
著書も多数。監修の『なぜ生きる』は、平成28年にシリーズ100万部を突破し代表的な著書となっている。映画化もされ、「なぜ生きる～蓮如上人と吉崎炎上」は全国ロードショーとなった。
現在は、日本海の見える富山県の小さな町に、愛妻と愛犬と共に暮らしている。
親鸞会の歩みについては当該記事を参照のこと。

## 親鸞聖人の教えとの出会い
英訳『歎異抄をひらく』の序文に、次のように書かれている。

## 浄土真宗親鸞会結成の目的
「親鸞聖人の教えを、正確に、速やかに、一人でも多くの人にお伝えする、これ以外に親鸞会の目的はありません。今後もそれは変わりません。どうすれば本当の親鸞聖人の教えが明らかにできるか、親鸞会の目的は、ただこのこと一つであって他には何もありません」（平成１０年１０月：浄土真宗親鸞会結成４０周年記念講演より）。

## 著書
- 『会報』
- 『白道燃ゆ』
- 『本願寺なぜ答えぬ』
- 『こんなことが知りたい』
- 『なぜ生きる』（監修） ISBN 4925253018
- 『歎異抄をひらく』 ISBN 4925253301
- 『歎異抄ってなんだろう』
- 『光に向かって』シリーズ - 2016年時点でシリーズ累計100万部を発行[6]。
  - 『光に向かって100の花束』 ISBN 492525300X
  - 『光に向かって100の花束 ベストセレクション20』ISBN 4925253026
  - 『光に向かって123のこころのタネ』 ISBN 4925253026
  - 『光に向かって心地よい果実』 ISBN 4925253107
  - 『光に向かって花いっぱいの散歩道』 ISBN 4925253204